# نام یون-بائه
نام یون بائه (انگلیسی: Nam Yun-Bae؛ متولد سئونگنام، استان گیونگی-دو، کره جنوبی) یک تکواندوکار اهل کره جنوبی است.
در سال ۲۰۰۴، او در دسته سنگین‌وزن مدال طلا را از آن خود کرد و در مسابقات جهانی تکواندوی جوانان جهان که در سانچئونگ، کره جنوبی برگزار شد، به عنوان MVP انتخاب شد.
در سال ۲۰۰۵، نام در دسته سنگین‌وزن در یونیورسیاد تابستانی موفق به کسب مدال طلا شد و مدال طلای دیگری را در مسابقات جام جهانی تکواندو ۲۰۰۶ در بانکوک تایلند از آن خود کرد.
با این حال، نام در مسابقات انتخابی المپیک کره در برابر چا دونگ-مین شکست خورد و نتوانست جواز حضور در بازی‌های المپیک تابستانی ۲۰۰۸ را بدست آورد.
نام در مسابقات قهرمانی تکواندو جهان ۲۰۰۹ که در کپنهاگ، دانمارک برگزار شد، مدال نقره را از آن خود کرد و نسبت به مسابقات قهرمانی تکواندو جهان ۲۰۰۷ در پکن، که برنده مدال برنز شده‌بود، مدال خود را خوش‌رنگتر کرد.